# Швеція на літніх Олімпійських іграх 1976
Швеціябрала участь у Літніх Олімпійських іграх 1976 року у Монреалі (Канада) усімнадцяте за свою історію та завоювала чотири золоті і одну срібну медалі. Збірну країни представляли 17 жінок.

## Медалі
| Швеція на олімпіаді 1976 року у Монреалі | Швеція на олімпіаді 1976 року у Монреалі                               | Швеція на олімпіаді 1976 року у Монреалі | Швеція на олімпіаді 1976 року у Монреалі | Швеція на олімпіаді 1976 року у Монреалі |
| Медаль                                   | Спортсмен                                                              | Вид спорту                               | Дисципліна                               | Результат                                |
| ---------------------------------------- | ---------------------------------------------------------------------- | ---------------------------------------- | ---------------------------------------- | ---------------------------------------- |
| Золото                                   | Юн Альбректсон Інгвар Ганссон                                          | Вітрильний спорт                         | чоловіки                                 | 14,0                                     |
| Золото                                   | Андерс Єрдеруд                                                         | Легка атлетика                           | 3000 метрів з перешкодою, чоловіки       | 8.08,02 (WR)                             |
| Золото                                   | Бернт Юганссон                                                         | Велоспорт                                | 175 км                                   | 4.46,52                                  |
| Золото                                   | Рольф Едлінг Йоран Флудстрем Ганс Якобсон Лейф Гегстрем Карл фон Ессен | Фехтування                               | чоловіки                                 |                                          |
| Срібло                                   | Ульріка Кнапе                                                          | Стрибки у воду                           | 10 метрів, жінки                         | 402,60 очок                              |